# Gabriela Goldsmith
Gabriela Goldsmith  (Mexikóváros, Mexikó, 1963. szeptember 11. –) mexikói színésznő.

## Élete és pályafutása
1963. szeptember 11-én született Mexikóvárosban. Német származású. 
Karrierjét 1981-ben kezdte. 1989-ben a Simplemente Maríában játszott. 1992-ben szerepet kapott a María Mercedes című telenovellában. 2002-ben az Así son ellásban Narda szerepét játszotta. 2007-ben a Szerelempárlat című sorozatban vett részt.

## Filmográfia

### Telenovellák
- Veronica aranya (Lo imperdonable) (2015) .... Montserrat Vivanco vda. de de la Corcuera
- Szerelem ajándékba (Mi corazón es tuyo) (2014)
- Quiero amarte (2013-2014).... Emma
- Rabok és szeretők (Amores verdaderos) (2012-2013) .... Doris Orol de Pavia
- Kettős élet (Dos hogares) (2011) .... Verónica Larrazábal de Garza
- Llena de amor (2010) .... Fedra de Curiel
- Amor sin maquillaje (2007) .... Elena
- Szerelempárlat (Destilando amor) (2007) .... Cassandra 'Sonia' Santoveña
- Código postal (2006-2007) .... Minerva Carvajal
- Misión S.O.S. (2004-2005) .... Vivian Johnson de Martínez
- Amarte es mi pecado (2004) .... Kathy de Quiroga
- Así son ellas (2002) .... Narda Mareca
- El derecho de nacer (2001) .... Adriana Drigani de Rivera
- Sebzett szívek (Siempre te amaré) (2000) .... Ariana de Granados / Ariana de Mendizábal
- Cuento de Navidad (1999-2000) .... Katia
- Szeretni bolondulásig (Por tu amor) (1999) .... Sonia Narváez
- Camila (1998) .... Ana María de Iturralde
- El alma no tiene color (1997) .... Zafiro
- Sin ti (1997) .... Prudencia
- Confidente de secundaria (1996) .... Sonia
- Prisionera de amor (1994) .... Isaura Durán
- María Mercedes (1992-1993) .... Magnolia de Mancilla / María Magnolia González
- Alcanzar una estrella II (1991) .... Cristina Carrillo
- La pícara soñadora (1991) .... Gladys de Rochild
- Alcanzar una estrella (1990) .... Cristina Carrillo
- Mi pequeña Soledad (1990) .... Ana Silvia Arizmendi
- Simplemente María (1989-1990) .... Lorena del Villar / Pilar Dávila / Betina Rossi / Sra. Charloc / Lucía Durán / Hermana Suplicio
- Encadenados (1988) .... Iris
- El precio de la fama (1987) .... Cecilia
- El engaño (1986) .... Rocío

### Filmek
- The Matador (2005)
- Caceria de judiciales (1997)
- Reclusorio (1997) .... Olga
- Una luz en la escalera (1993) .... Georgina
- El gato con gatas (1992) .... Angela
- Federal de narcoticos (Division Cobra) (1991)
- Inesperada venganza aka Unexpected Vengeance (1990)
- Los Pelotones y Juan Camaney, (1990)
- La vengadora implacable (1990) .... Sofia
- Calenturas de Juan Camaney II, Las (1989)
- Si mi cama hablara (1989)
- El Vampiro teporocho (1989)
- Taquito de ojo (1988)
- Ladrón (1986)
- Lavadores de dinero (1986)
- Gavilán o paloma (1985)
- El hijo de Pedro Navaja (1985)
- Terror y encajes negros (1985) .... Neighbor
- Mujer del tahúr, La aka Gambler's Woman(1981)

### Sorozatok
- Como dice el dicho (2012)
- La rosa de Guadalupe 2 epizód (2010)
- ¿Qué nos pasa? (1998) .... Giovanna
- Hotel Paraíso (1997)
- Papá soltero (1988) .... Joanna (epizód "La Mentirosa")